# Tormafalu

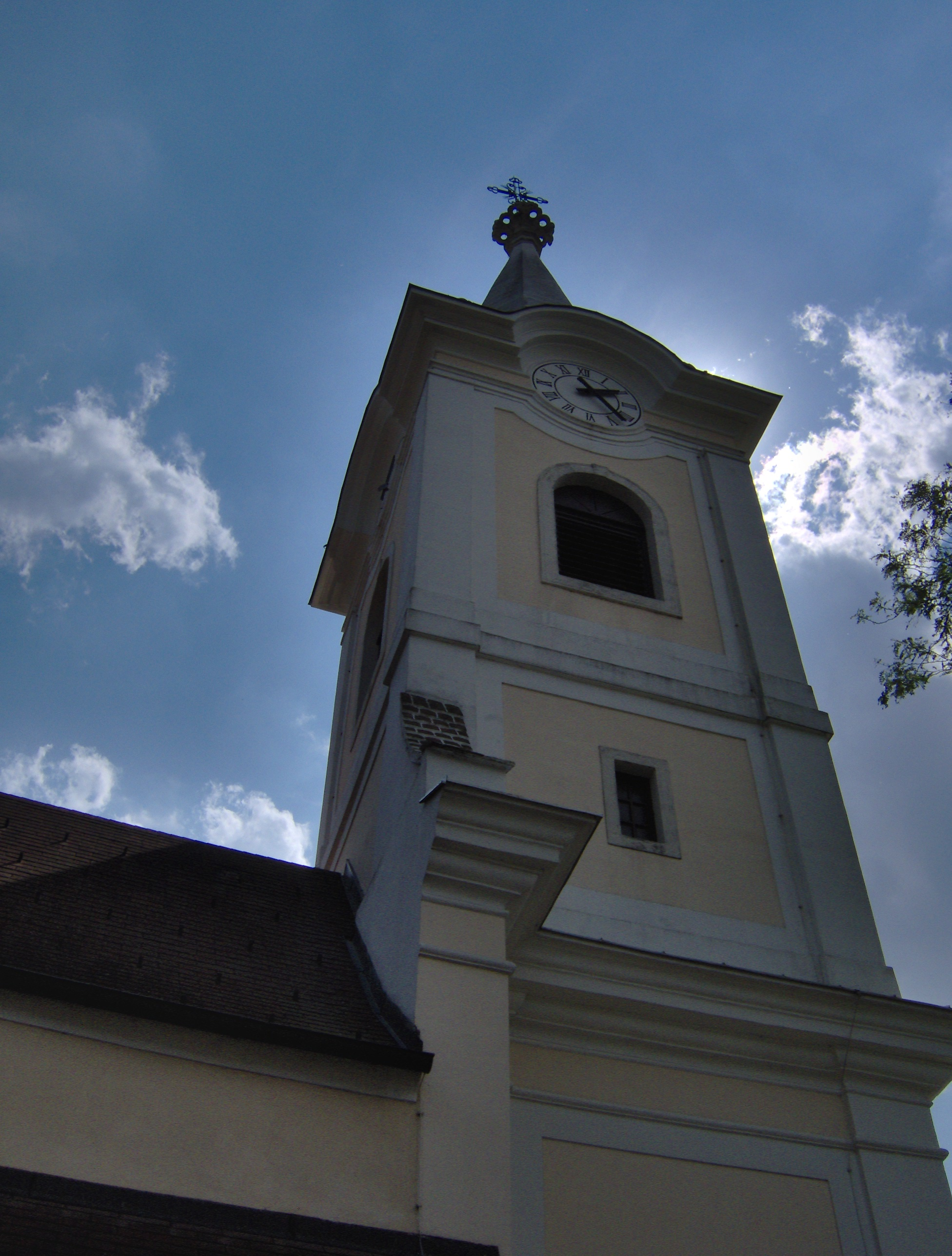

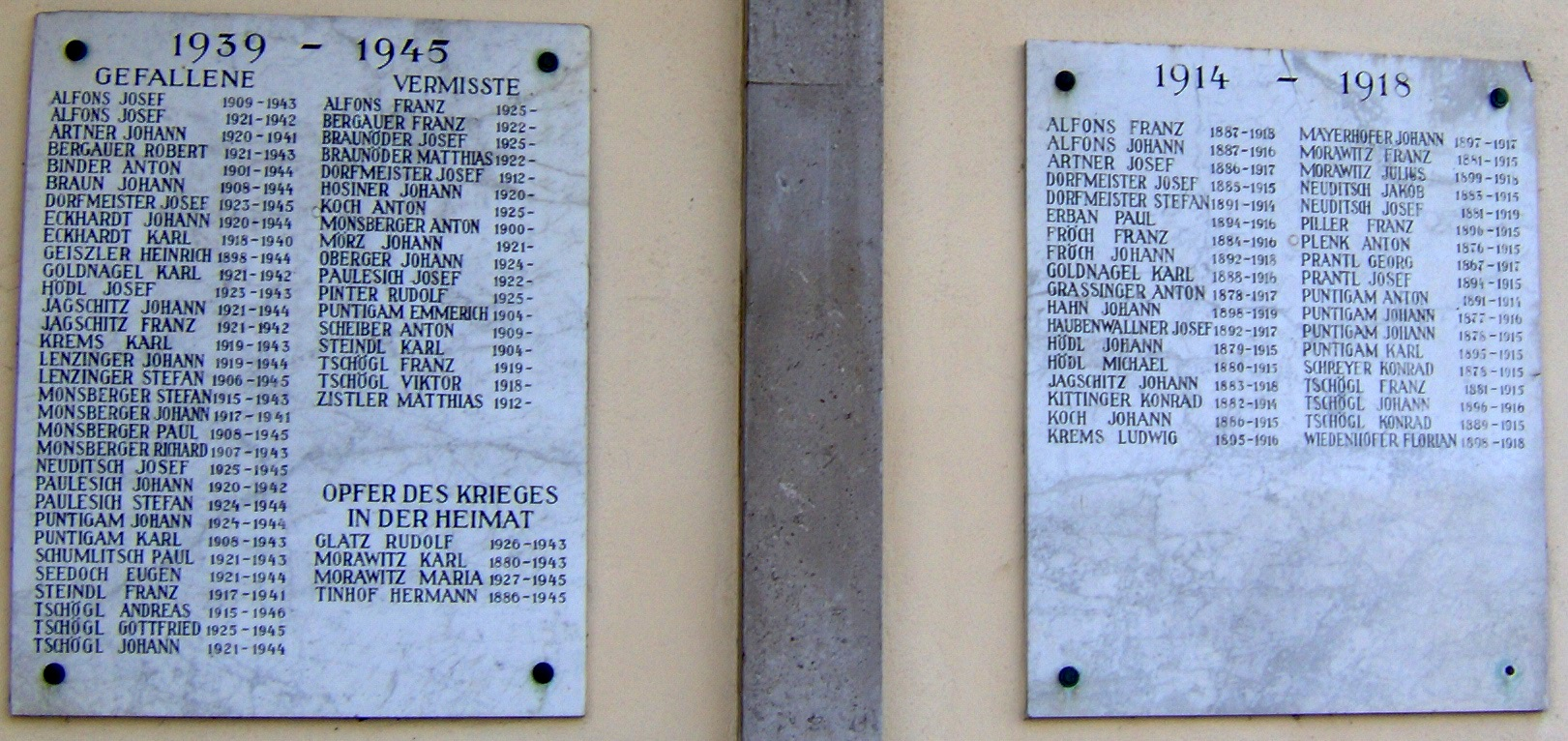
Emléktábla a templom falán

Tormafalu (németül: Krensdorf, horvátul: Kreništof) község Ausztriában Burgenland tartományban a Nagymartoni járásban.

## Fekvése
Kismartontól 17 km-re délnyugatra, a Lajta és a Rozália-hegység között fekszik fekszik.

## Története
A település a 14. században bukkan fel az írásos forrásokban. 1367-ben "Poss. Hereyngh al. nom. Keresdorff", 1433-ban "Cweynsthorf. Fundus eurie wlgo Tkormaskeer", 1435-ben "Poss. Thormaskeer", másutt "Poss. Hereen al. nom. Krenesdorff" alakban szerepel a korabeli okiratokban.
1529-ben és 1532-ben elpusztította a török, mely után részben horvátokkal telepítették be, akik később fokozatosan elnémetesedtek. Lakói a reformáció hatására 1580-ban evangélikusok lettek 1683-ban bécsi hadjárata során a török újra elpusztította. A 17. századtól az Esterházy család birtoka volt.
Vályi András szerint " TORMAFALU. Krensdorf. Horvát, és német falu Sopron Várm. földes Ura Hg. Eszterházy Uraság, lakosai katolikusok, fekszik Hiermnek szomszédságában, Sopronhoz pedig 2 2/8 mértföldnyire; határja inkább térséges, mint hegyes, 2 nyomásbéli, rozsot, árpát, és zabot terem, szőleje középszerű, erdeje tsekély."
Fényes Elek szerint " Tormafalu, németül Krensdorf, német falu, Sopron vmegyében, a német-ujhelyi országutban, Sopronhoz 2 1/2 mfld, 850 kath. lak., paroch. templommal. Határa termékeny; s van 1030 4/8 hold szántófölde, 139 4/8 h. rétje, 692 4/8 kapa szőlőhegye, kevés erdeje, vizimalma és vendégfogadója, s 43 2/8 urbéri telke. Gyümölcse nem sok; bora savanyu. Birja h. Eszterházy."
1910-ben 889, túlnyomóan német lakosa volt. A trianoni békeszerződésig Sopron vármegye Nagymartoni járásához tartozott. 1921-ben a trianoni és saint germaini békeszerződések értelmében Ausztria része lett.

## Nevezetességei
- Selegd felé eső határában 11–12. századi kis méretű földvár, ún. „motte” maradványai találhatók.
- Szent Zsigmond tiszteletére szentelt plébániatemploma.
- Szentháromság-oszlop
- Szent Sebestyén-oszlop
- Szent  János-oszlop

## Külső hivatkozások
- Imburgenland.at – Krensdorf[halott link]
- Geomix.at – Krensdorf
- Tormafalu az Osztrák Statisztikai Hivatal honlapján
- Az ÖVP helyi szervezetének honlapja[halott link]
- Tormafalu adózóinak névsora 1715-ben